# Rosa Barba
Rosa Barba (* 1972 in Agrigent, Italien) ist eine deutsch-italienische Künstlerin und Filmemacherin, deren Werk sich durch eine konzeptuelle Auseinandersetzung mit dem Film auszeichnet. Ihre filmischen Installationen, Skulpturen und gedruckten Publikationen werden weltweit in Museen, Galerien, Ausstellungen und auf Festivals gezeigt.

## Leben
Rosa Barba begann bereits früh mit Film als Skulptur zu arbeiten. Sie experimentierte mit bewegten Bildern, die sie mit einer Super-8-Kamera aufnahm. Von 1993 bis 1995 studierte sie Theater- und Filmwissenschaft in Erlangen; von 1995 bis 2000 an der Kunsthochschule für Medien Köln. Während ihres Studiums in Köln entstand ihr erster 16-mm-Film Panzano (2000).
Barba nahm an verschiedenen Artist-in-Residence-Programmen teil, darunter die zweijährige Residenz an der Rijksakademie van beeldende kunsten in Amsterdam (2003–2004), das Production-in-Residence-Programm des Baltic Arts Center Visby (2006), das Villa-Aurora-Stipendium in Pacific Palisades, Los Angeles, USA (2007), das IASPIS in Stockholm (2007–2008) und das Artists-in-Residence-Programm der Chinati Foundation, Marfa, Texas.
Ihre Arbeit, wie die anderer Gegenwartskünstler, darunter Matthew Buckingham, Tacita Dean, Luke Fowler, Ben Rivers, zeigt die Bedeutung analoger Technik im Digitalzeitalter.
Rosa Barba lebt und arbeitet in Berlin.

## Werk, Film, Skulptur und Installation
Kennzeichnend für Barbas konzeptuelle Arbeiten ist ihr skulpturaler Umgang mit Film. Dabei entstehen Bildprojektionen, sprachliche Erinnerungen, kinetische Objekte und Installation im Innen- und Außenraum, die in einen Dialog zueinander gebracht werden.
Bei ihren analog gedrehten Filmen stehen Objekte und Landschaften im Mittelpunkt, die von der Kamera aufgespürt und nachgezeichnet werden. Dadurch eröffnet Barba eine visuelle Konzeption von Zeit, die so in direkten Bezug zu Raum und Gestalt gesetzt wird.
In ihrer Arbeit White Museum, die sie seit 2010 in verschiedenen ortsspezifischen Versionen zeigt, wird die Landschaft Teil einer Installation, bei der ein 70-mm-Filmprojektor ein rechteckiges Lichtfeld nach draußen wirft und die Landschaft editiert, in dreidimensionalen Filmbildern wiedergibt.
„[…] Ihre feinsinnige Befragung und Kooption des industriellen Kinos-als-Subjekt über verschiedene Formen dessen, was man als ‚Inszenierung‘ verstehen kann – Inszenierung des ‚Lokalen‘, des Nicht-Darstellers, der Geste, des Genre, der Information, der Expertise und Autorität sowie das Mondäne, also die Loslösung von einem sozialen Realismus innerhalb dessen sie beobachtet wurden und die sie als Elemente des Werks qualifizieren, die gerahmt, neu gestaltet und repräsentiert werden müssen. Der Effekt des Infragestellens und Umgestaltens von Wahrheit und Fiktion, Mythos und Realität, Metapher und Material hin zu einem verwirrenden Grad, der sich schlussendlich in eine konzeptuelle Praxis ausweitet, bei der auch die eigene Inszenierung des Betrachters sich als Akt einer radikalen und anregenden Umkehr vom Empfänger eines Bildes (ein Subjekt der Kontrolle) umformt zu jemandem, der sich inmitten des Maschinenraums befindet und von dort nach draußen blickt. […]“
Barbas Werk enthält Anlehnungen u. a. an den Avantgardefilm und die phantastische Literatur.
Ihre Arbeiten werden weltweit in Gruppen- und Einzelausstellungen sowie auf Biennalen und Filmfestivals gezeigt. Sie nahm an der 52., 53. und 56. Biennale von Venedig teil. 2015 wurde dort ihre 35-mm-Filminstallation Bending to Earth (2015) gezeigt. 2010 kuratierte sie die Gruppenausstellung A Curated Conference am Museo Nacional Centro de Arte Reina Sofia, Madrid, mit Arbeiten aus der Sammlung des Museums. Daraus entstanden in den folgenden Jahren die Filme The Hidden Conference I-III, die in verschiedenen Museumsdepots aufgenommen wurden.
Barbas Arbeiten sind Bestandteil zahlreicher bedeutender Sammlungen, darunter die der Tate Modern, London, des Louisiana Museum of Modern Art, Humlebæk, Hamburger Bahnhof – Museum der Gegenwart, Berlin, Museo Reina Sofía, Madrid, MACBA, Barcelona und des Kunsthaus Zürich.

### Film
Rosa Barbas Filme entstehen aus Situationen, die formgebend für Gesellschaften und Landschaften sind. Die Aufzeichnung mit der Kamera, die wie ein Zeicheninstrument eingesetzt wird, stellt dabei einen direkten Bezug zur formalen Gestalt der Objekte her. Barba erforscht Orte und Situationen auf historische Spuren, um sie dann mit eigenen narrativen Ebenen zu Fiktionen zu verweben.
Im Film Outwardly From Earth’s Center, der 2006 auf der schwedischen Insel Gotland als Teil des Residence Projektes für das Baltic Arts Center produziert wurde, arbeitete Barba beispielsweise mit dort ansässigen Bewohnern zusammen, die auch als Darsteller im Film auftraten. Die narrative Struktur und die Charaktere bildeten sich im Laufe der Aufzeichnungen heraus. Outwardly From Earth’s Center basiert auf der Geschichte einer fiktiven Gesellschaft, die auf der realen Insel Gotska Sandön lebt und gemeinsam versucht, das Forrttreiben der Insel aufzuhalten. Nach und nach wird eine surreale Stimmung erzeugt, wobei der zu Beginn entstehende dokumentarische Eindruck von einem abstrakteren und fantastischen Bild vom Kampf der Menschen und ihrer Verletzbarkeit abgelöst wird.

### Skulptur und Installation
Barbas Skulpturen und Installationen entstehen aus dem materiellen und konzeptuellen Repertoire von Film, das zerlegt, abstrahiert und neu definiert wird. Dabei werden mechanische Objekte vom Medium zu bewegten, sprechenden Hauptdarstellern im Ausstellungsraum.
In der Arbeit Boundaries of Consumption (2012) wird beispielsweise ein 16-mm-Filmprojektor auf zwei Metallkugeln gerichtet, die auf einem Stapel Filmdosen balancieren, über die der Film selbst geführt wird. Dieser räumliche Aufbau wird als bewegtes Schattenbild auf der Wand abgebildet, bei dem Farben und Erscheinungsbild im Laufe der Zeit variieren.

### Publikation
Seit 2004 veröffentlicht Barba parallel zu ihrem filmischen Schaffen gedruckte Editionen. Die verschiedenen Ausgaben der Reihe Printed Cinema, die 2006 mit dem Artist Book Award der Ontario Association of Art Galleries ausgezeichnet wurde, erscheinen anlässlich bestimmter Ausstellungen als eine Art Sekundärliteratur zu Barbas Filmen: Die gedruckten Ausgaben stellen eine erweiterte und freie Form der filmischen Vorstellung dar, die den Entstehungsprozess durch das Aufgreifen von Recherchematerial und nicht verwerteten Fragmenten einschließt und über die Dauer der eigentlichen Filmvorführung hinweg besteht.

## Filmographie und Skulptur

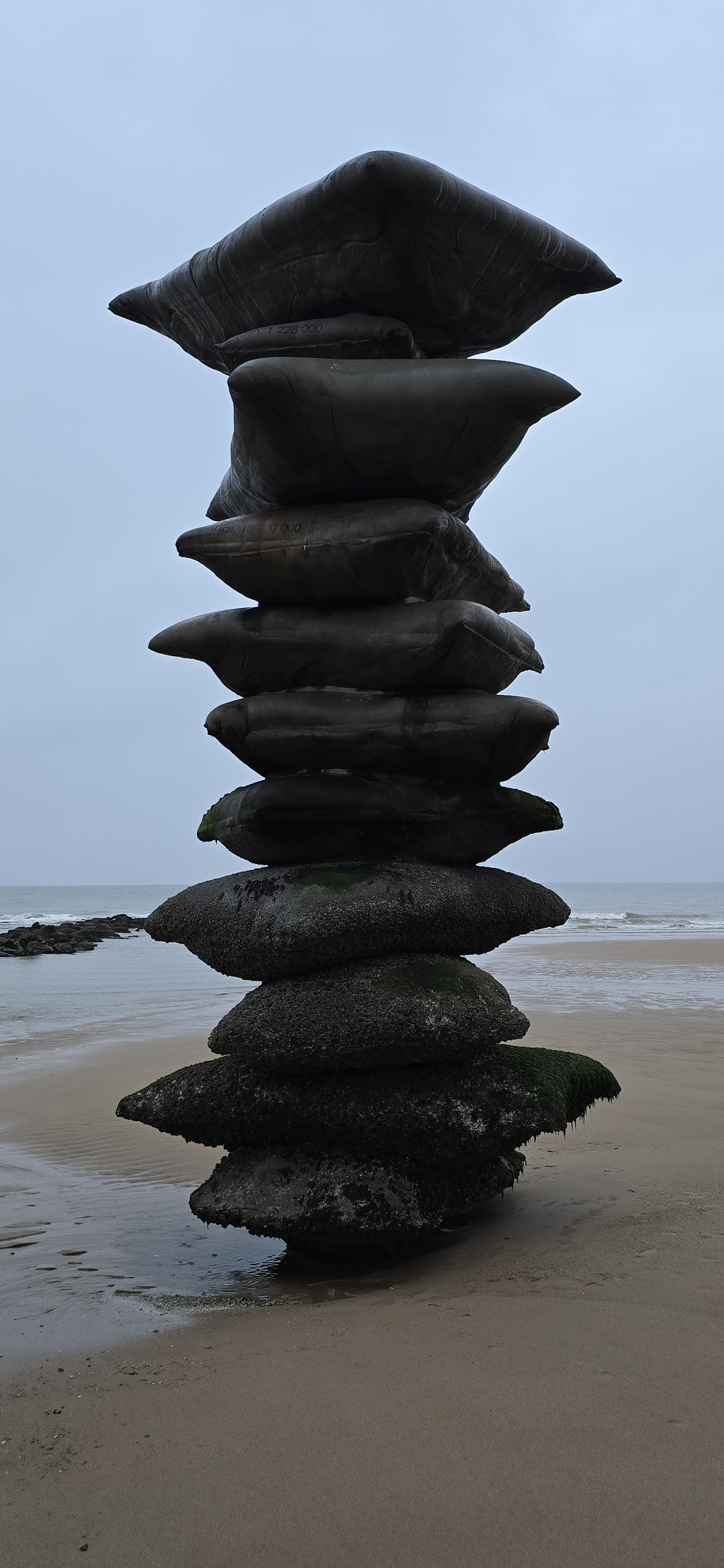
Pillage of the Sea by Rosa Barba, Mariakerke

- Pillage of the Sea, 2021, Beaufort Triennal, Mariakerke[9]
- Solar Flux Recordings, 2017
- Enigmatic Whisper, 2017
- Blind Volumes, 2016 / 2017
- Disseminate and Hold, 2016
- From Source to Poem, 2016
- Rosa Barba: Blind Volumes, inklusive der Sound-Installation Conductor von 2014, Schirn Kunsthalle, Frankfurt am Main 2016.[10]
- The Color Out of Space, 2015.
- Bending To Earth, 2015.
- The Hidden Conference: About the Shelf and Mantel, 2015.
- Definition Landfill, 2014.
- Subconscious Society – a Feature, 2014.
- Conductor, 2014.
- Only Revolutions (...abrasion of space...), 2014.
- This Space Populated by Infinite Colors (Lee Filters CL 158 – 029), 2014.
- The Long Poem Manipulates Spatial Organizations, 2014.
- RED, 2014.
- Perceptual Response to Sound and Light, 2014
- Subconscious Society, 2013
- The Contemplative or The Speculative, 2013
- Voces, 2013
- Still Anchored in One Point from which They Emerge, 2013
- Enterprise of Notations, 2013
- Time as Perspective, 2012
- Color Clocks: Verticals Lean Occasionally Consistently Away from Viewpoints, 2012
- Boundaries of Consumption, 2012
- Recorded Expansions of Infinite Things, 2012
- Coupez Ici, 2012
- Sun Clock (Novel), 2012
- The Hidden Conference: A Fractured Play, 2011
- Somnium, 2011
- Stage Archive, 2011
- Theory in Order to Shed Light, 2011
- No Titles, 2011
- Optic Ocean, 2011
- The Long Road, 2010
- The Hidden Conference: About the Discontinuous History of Things We See and Don't See, 2010
- A Private Tableaux, 2010
- The Empirical Effect, 2010
- Invisible Act, 2010
- The Indifferent Back Of A View Rather Than Its Face, 2010
- Free Post Mersey Tunnel, 2010
- I Made a Circuit and Then a Second Circuit, 2010
- Let Me See It, 2009
- Coro Spezzato: The Future Lasts One Day, 2009
- Time Machine, 2009
- They Come and Go, 2009
- Outwardly from Earth’s Center, 2007
- They Shine, 2007
- Waiting Grounds, 2007
- It’s Gonna Happen, 2005
- Parachutable, 2005
- Machine Vision Seekers, 2003
- Split Fields, 2003
- Panzano, 2000

## Ausstellungen (Auswahl)
- Rosa Barba: Touched by the Same Breath of Air, Wäinö Aaltonen Museum of Art, Turku, Finland (2020)
- Rosa Barba: The Hidden Conference, ARTER, Istanbul, Turkey (2019–2020)
- Rosa Barba, Armory Parks Avenue, New York (2019)
- Rosa Barba, CCA, Kitakyushu, Japan (2019)
- Rosa Barba: Geschichte als Skulptur, Kunsthalle Bremen, Germany (2018–2019)[11]
- Rosa Barba: Send Me Sky, Remai Modern, Saskatoon, Saskatchewan, Canada, curated by Sandra Guimarães (2018–2019)
- Rosa Barba: Drawn by the Pulse, Tabakalera, Centro Internacional de Cultura Contemporánea, San Sebastián, kuratiert von Cristina Cámara (2018)
- Rosa Barba: Solar Flux Recordings, Palacio de Cristal, Museo Nacional Centro de Arte Reina Sofia, Madrid, kuratiert von Manuel Borja-Villel (2017)
- Rosa Barba: From Source to Poem to Rhythm to Reader, Pirelli HangarBicocca, Mailand, kuratiert von Roberta Tenconi (2017)
- Rosa Barba: Spacelength Thought, Secession, Austria, Vienna, kuratiert von Jeanette Pacher (2017)
- Rosa Barba: Elements of Conduct, Konsthall Malmö, Schweden, kuratiert von Mats Stjernstedt (2017)
- Rosa Barba: From Source to Poem, CAPC musée d’art contemporain de Bordeaux, Frankreich, kuratiert von María Inés Rodríguez (2016)
- Rosa Barba: The Color Out of Space, MIT List Visual Arts Center, Boston, US, kuratiert von Henriette Huldisch (2015)
- Galerie neuer Meister, Albertinum, Dresden, Deutschland, kuratiert von Hilke Wagner (2015)
- The Color Out of Space, EMPAC in Troy, New York, US (2015)
- Rosa Barba. The Mute Veracity of Matter II, MAXXI, Museo Nazionale delle Arti del XXI secolo, Rom, Italien (2014)
- Artpace, San Antonio, Texas, US, kuratiert von Rita Gonzalez (2014)
- Turner Contemporary, Margate, Großbritannien, kuratiert von Lauren Wright (2013)
- Cornerhouse, Manchester, Großbritannien, kuratiert von Henriette Huldisch (2013)
- Time as Perspective, Bergen Kunsthall, Norwegen, kuratiert von Solveig Øvstebø (2013)
- MUSAC, Museo de Arte Contemporaneo de Castilla y Léon, Spanien, kuratiert von Juan de Nieves (2013)
- CAM, Contemporary Art Museum, St. Louis, Missouri, US, kuratiert von Kelly Shindler (2012)
- Jeu de Paume, Satellite, Paris, Frankreich, kuratiert von Filipa Oliveira (2012)
- Kunsthaus Zürich, Schweiz, kuratiert von Mirjam Varadinis (2012)
- Kunstverein Braunschweig, Braunschweig, Deutschland, kuratiert von Hilke Wagner (2011)
- Stage Archive, Foundation Galleria Civica - Center of Research on Contemporary Art, Museo di arte moderna e contemporanea di Trento e Rovereto, Italien, kuratiert von Chiara Parisi and Andrea Villiani (2011)
- Centre International d'Art et du Paysage de l'île de Vassivière, Frankreich, kuratiert von Chiara Parisi and Andrea Viliani (2010)
- Center of Contemporary Arts, Tel Aviv, Israel, kuratiert von Sergio Edelsztein (2010)
- TATE Modern, London, Großbritannien, kuratiert von Ben Borthwick (2010)
- Cinema Prospectif, Centre George Pompidou, Paris, Frankreich (2009)
- Baltic Art Center, Visby, Schweden, kuratiert von Johan Pousette (2006)

## Preise (Auswahl)
- Zurich Art Prize (2026)[12]
- Calder Art Prize, Calder Foundation (2020)
- The No Violence Award, 54th AAFF (Ann Arbor Film Festival) (2016)
- PIAC – Prix International d’Art Contemporain, Fondation Prince Pierre de Monaco (2016)
- Nam June Paik Award, Internationaler Medienkunstpreis der Kunststiftung NRW (2010; zusammen mit Ali Kazma)
- Premio Italia Arte Contemporanea, MAXXI, Rom (Nominierung; 2010)
- Short Tiger Award (Nominierung; 2010 und 2007)
- Prix du Centre pour l'Image Contemporaine, Genf (2007; 12th Biennale of moving Image)
- Atelierstipendium des Kölnischen Kunstvereins, Köln (2007)
- Artist Book Award für Printed Cinema, Ontario Association of Art Galleries, Kanada (2006)
- Förderpreis Film, Akademie der Bildenden Künste, Berlin (2006)
- HAP-Grieshaber-Preis, Kunstfonds, Bonn (2006)